# Polutrbušnjaci
Polutrbušnjaci,  su jedna od najčešćih vežbi  za abdominalne mišiće, primarno za frontalne abdominalne mišiće (lat. rectus abdominis).
Izvodi se tako što osoba leži na leđima sa kolenima savijenim, i savija ramena napred prema karlici. Ruke mogu biti postavljene iza glave, ali treba paziti da se pri vežbanju ne vuče vrat, jer to može izazvati povrede. Kao alternativa, ruke mogu biti postavljene na ramenima, sa laktovima preklopljenim preko grudi, ili ruke mogu biti sa strane naslonjenje na pod.
Polutrbušnjaci mogu biti izvođeni, kao i obični trbušnjaci, na medicinskoj lopti. Tegovi mogu biti orišćeni, često se drže ispod brade, da povećaju otpor.
Za razliku od trbušnjaka donji deo leđa ne sme da napusti pod. Ovo se radi da bi eliminisalo bilo kakvo učešće mišića oko kukova, što omogućuje da vežba bude efektivna samo za abdomen. Težina vežbe može biti povećana ležanjem na klupi ili držanjem tega na grudima. Takođe i postoji mašina za ovu vežbu.
Kritike na račun ove vrste vežbe su ukazale da mišići oko kukova nisu u potpunosti eliminisani iz pokreta vežbanja iako se donji deo leđa nalazi na podu. Tenzija se prenosi sa abdomena na mišiće oko kukova, i tada ta tenzija smanjuje napor na rektusu, tj, frontalnim  mišićima stomaka.
Varijante vežbe:
- Obrnuti polutrbušnjaci se izvode savijanjem nogu i karlice prema ramenima. Tada je veći naporna donjem abdomenu.
- Uvrnuti polutrbušnjaci se izvode podizanjem jednog po jednog ramena. Tada je veći napor na bočnim mišićima

Još jedna stvar oko polutrbušnjaka koja je bitna je to da je važnije podizanje grudi nego samo glave i vrata, i savijanje previše daleko napred počinje da radi mišiće nogu (ne stomačne mišiće)
Takođe je o kod ove vežbe veoma bitna dijeta i kardiovaskularne vežbe.